# Maria Elisabeth von Schleswig-Holstein-Sonderburg-Glücksburg

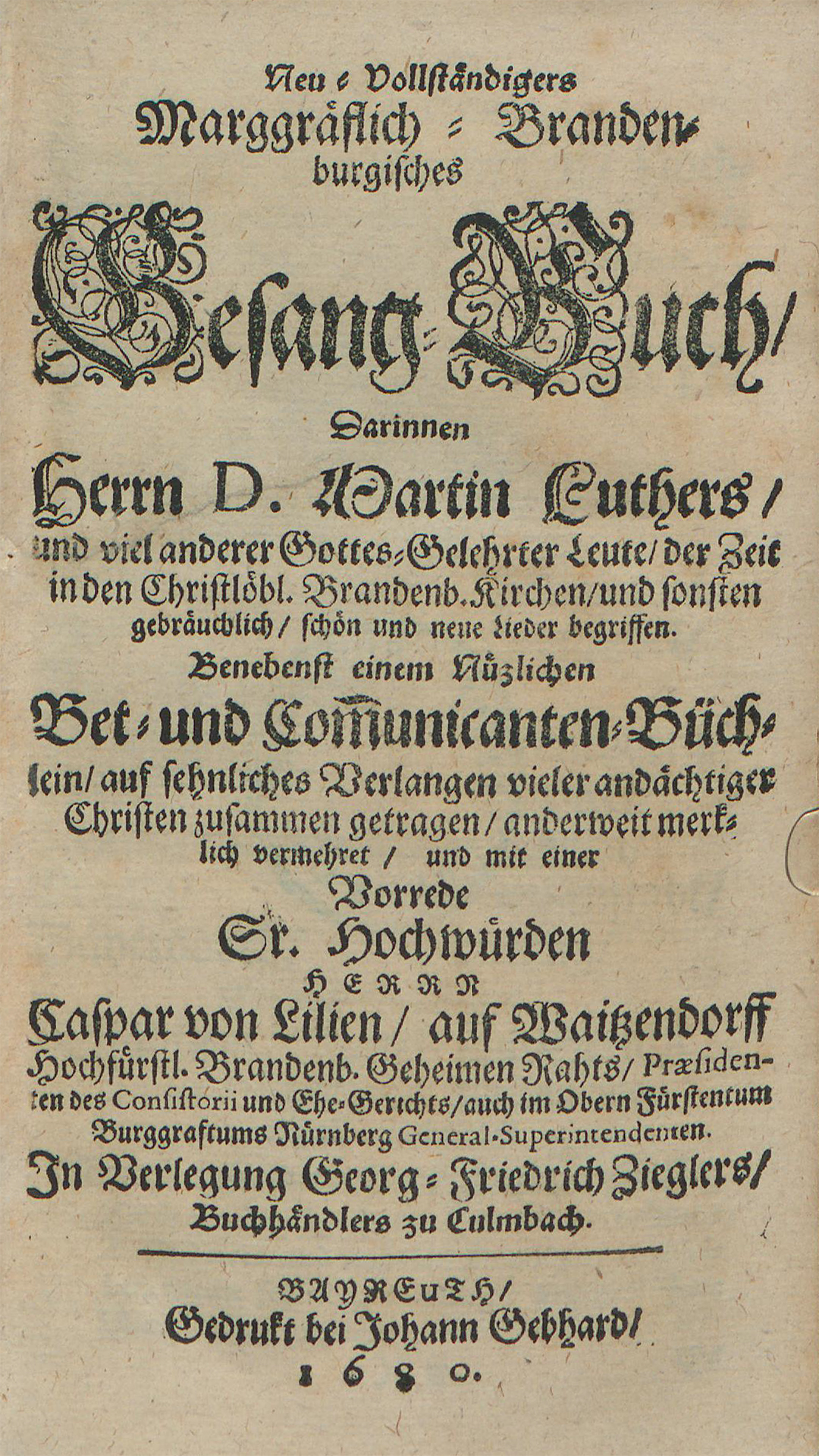
Caspar von Lilien: Neu-Vollständigers Marggräflich-Brandenburgisches Gesang-Buch. Ziegler, Kulmbach 1680.

Maria Elisabeth, Herzogin zu Schleswig-Holstein-Sonderburg-Glücksburg, verh. Markgräfin von Brandenburg-Kulmbach (* 26. Juli 1628 in Glücksburg; † 27. Mai 1664 in Kulmbach) war eine deutsche Adelige und Dichterin geistlicher Lieder. Von ihr ist das bekannte Klagelied „Ach Gott, Dir muss ich’s klagen, mein Unglück ist zu gross“, welches erstmals im Culmbacher Gesangbuch von 1680 veröffentlicht wurde.

## Leben und Familie
Maria Elisabeth wurde auf Schloss Glücksburg geboren. Sie war eine Tochter des Herzogs Philipp von Schleswig-Holstein-Sonderburg-Glücksburg (1584–1663) und der Sophie Hedwig von Sachsen-Lauenburg (1601–1660). Am 30. November 1651 heiratete sie den Markgrafen Georg Albrecht von Brandenburg-Kulmbach (1619–1666) in der Brandenburgischen Residenzstadt Bayreuth. Mit diesem hatte sie drei Söhne, Erdmann Philipp (1659–1678), Christian Heinrich (1661–1708) und Karl August (1663–1731). Maria Elisabeth starb am 27. Mai 1664 in Kulmbach im Alter von 35 Jahren und wurde am 25. August begraben. Ihre Beisetzung wurde von einem langen Prozesszug begleitet und der Dichter Sigmund von Birken widmete ihr ein Klage- und Trost-Lied.

## Werk
Maria Elisabeth hat das bekannte Klage- und Trostlied „Ach Gott, Dir muss ich’s klagen, mein Unglück ist zu gross“ verfasst, welches erstmals im Culmbacher Gesangbuch von 1680 veröffentlicht wurde. Zudem stammt von ihr auch das Lobgedicht „Man hat die Gratien in Büchern nur gesehen,“ welches in Sigmund von Birkens Guelfis-Dichtung (1669) veröffentlicht wurde.

### Veröffentlichungen
- Maria Elisabeth Brandenburg-Kulmbach: Ach Gott, Dir muss ich’s klagen, mein Unglück ist zu gross. In: Caspar von Lilien: Neu-Vollständigers Marggräflich-Brandenburgisches Gesang-Buch. Ziegler, Kulmbach 1680, S. 310 (Digitalisat).